# Torre YPF
La Torre YPF, conosciuta in precedenza come Torre Repsol-YPF, è un grattacielo della capitale argentina Buenos Aires. Situato nel barrio di Puerto Madero, è sede della compagnia energetica nazionale YPF.

## Storia
Progettata dall'architetto César Pelli, la sua costruzione iniziò nel 2005. Al momento della sua inaugurazione era il terzo grattacielo più alto dell'Argentina.
Nel 2021, a causa delle gravi perdite YPF ha messo in vendita il grattacielo per 400 milioni USD. Nell'aprile 2023 la compagnia ha ritirato l'offerta di vendita per la Torre YPF.